# Sandra Dewi
Monica Nicholle Sandra Dewi Gunawan Basri (n. 8 de agosto de 1983 en Pangkal Pinang, Bangka Belitung), conocida artísticamente como Sandra Dewi, es una embajadores de marca, negocio y actriz indonesia. Ella también es una embajadora de una marca de productos del sudeste asiático.

## Biografía
Sandra Dewi nació en Pangkal Pinang, Bangka Belitung el 8 de agosto de 1983. Ella es la mayor de sus tres hermanos y es hija de Andreas Gunawan Basri y Chatarina Erliani, ambos profesan la religión católica y además ella tiene ascendencia China. Después de crecer en Pangkal Pinang y asistir a escuelas católicas, se mudó a Jakarta con su familia en el 2001, para estudiar en una Escuela Superior en Londres, en la carrera de Relaciones Públicas. Poco tiempo después, ganó el certamen de belleza de "Miss Enchanteur" y en el 2002, fue seleccionada como embajadora de Turismo para "West Yakarta". Más adelante participó en el "Fun Fearless Female", que fue patrocinado por "Cosmopolitan Indonesia", un concurso organizado en el 2006 y en la que obtuvo el segundo lugar. Con esto Sandra Dewi logró tener éxito a nivel comercial, por interpretar a su personaje en una comedia producida en el 2007 por "Quickie Express", en la que recibió un Premio otorgado por el Cine de Indonesia en el 2008 y ser nominada como la "Mejor Actriz Revelación". Al año siguiente, ella colaboró con Dewi Sandra y Luna Maya en una canción titulada "Play", que fue lanzado para la "UEFA Euro" en el 2008. Además protagonizó una película titulada "Tarzán ke Kota", al mismo tiempo también se dedicó a la música en la que interpretó temas musicales para películas producidas en su país de origen.

## Obras

### Películas
- Quickie Express (2007)
- Tarzan ke Kota (Tarzan Goes to the City; 2008)
- I Am Hope (2016)
- Triangle the Dark Side (2016)

### TV series
- Preman Kampus (Campus Thug)
- Saya Jameela (I Am Jameela; 2008)
- Elang (Eagle; 2008)
- Cinta Indah (Love is Beautiful; 2009)
- Hidayah (Guidance)
- Kejamnya Dunia (Cruelty of the World)
- Nurhaliza (2010)
- Langit dan Bumi (Sky and Earth; 2010)
- Cahaya Cinta (Love's Light)
- "Putri Bidadari" ("Princess Angel"; (2012)
- "Tangan Tangan Mungil" (The Little Hands ; 2013)
- "Kita Nikah Yuk" (Let's Get Married ; 2014)